# Districte de Bhamo
El districte de Bhamo és una divisió administrativa de l'estat Katxin de Myanmar. La capital és Bhamo.
El districte està dividit en quatre "townships" (àrees dependents d'una ciutat):
- Bhamo
- Shwegu
- Momauk
- Mansi

## Història
El nom del districte té origen en una paraula xan (Banviaw o Manmaiv, que els birmans van convertir en Bamaw) i vol dir "la vila dels pots". Fou un estat xan (shan) amb capital a Sampenago de la que queden ruïnes al nord de Bhamo a l'angle format pel Taping i el Ayeyarwady i que la tradició remunta al temps de Buda al segle vi aC. Seria contemporània de Tagaung, més al sud però també al Irrawady (Ayeyarwady). Al costat de Sampenago hi ha la pagoda de Shwekyina, a la riba del Taping, atribuïda a Asoka, i a Hakan hi ha la pagoda Myazedi enfront de Bhamo, i la pagoda Shwezedi a Bhamo mateix. Queden també ruïnes d'antigues ciutats a Shwekyina i al peu de les muntanyes Kachin a l'est de Bhamo; prop de Myothit hi ha les restes d'una factoria holandesa o britànica que dataria del segle xviii. Al riu Irrawaddy, just damunt de Shwegu, hi ha una illa anomenada Illa Reial (Royal Island) amb nombrosos edificis religiosos budistes.
L'estat de Sampenago (o Manmaw) i el de Mongmit van esdevenir vassalls de Birmània a la part final del segle xvi. El 1668 el sabwua (sobirà), Sao Ngawk Hpa, va instigar un atac xinès a Birmània que va fracassar i va haver de fugir del país que llavors fou governat per un general birmà, Min Gon, que va iniciar una nova dinastia; el 1742 el sabwa es va alliberar de la dominació birmana però al cap de poc temps els birmans van rebutjar una invasió xinesa que va tenir Bhamo com a base de suport, i van reconquerir el principat; la dinastia fou deposada i es van nomenar governadors birmans; tot i així al cap dels anys el governador local o wun, tornava a ser independent almenys de facto i com a tal es va comportar durant la intervenció britànica el 1852. Una missió britànica encarregada d'investigar el comerç xinobirmà
que s'havia aturat degut a la rebel·lió panthay a Yunnan, va comportar l'establiment d'un resident britànic a Bhamo el 1869; en endavant el comerç es va incrementar tot i que els britànics se'n van aprofitar poc. es va formar la Irrawaddy Flotilla Company que el 1874 va transportar mercaderies per valor de 30 lakhs cap o des de Bhamo. Quan Xina va restablir la seva autoritat a Yunnan el 1875 es va enviar una missió a Yunnan dirigida pel coronel Horace Browne que va sortir de Bhamo; el coronel va haver de deixar l'expedició i Margary, que la va continuar sol, fou assassinat a Manwaing, després de travessar la frontera.
Les viles de les planes foren atacades en aquest temps per grups de katxins i xinesos i el govern birmà no podia fer res; el 1885 una baralla entre el wun de Bhamo i l'aventurer Set Kyin, al front d'una partida de xinesos contractats per sufocar un revolta a Mogaung, va portar a l'atac de Bhamo per part de Set Kyin, el qual va expulsar al wun i va cremar la ciutat. La tercera guerra anglobirmana del 1885 (que va durar un mes) va comportar l'ocupació sense oposició del districte de Bhamo (desembre de 1885) encara que el control dels katxins posteriorment fou una tasca més difícil, especialment els hpunkan katxins establerts a uns 50 km al sud-est de Bhamo, que durant el 1886 van exigir tribut a la vall de Sinkan i van atacar Sawadi a la riba de l'Irarwady; durant un any es van produir atacs katxins que fins i tot van arribar a ocupar breument Bhamo matant tres sipais i cremant els quarters.
El 1887 els atacs seguien però els britànics no es decidien a atacar les zones de muntanya. El 1889 una banda de saquejadors xinesos va atacar la vall del Mole, però foren dispersats pels britànics que van matar més de 50 enemics. La zona més amenaçada pels katxins era la vall de Sinkan; els katxins es van aliar a altres grups, i van quedar dirigits per Hkam Leng; un atac a la policia a Malin, organitzat per aquest darrer, fou rebutjat, però després van aconseguir matar el tinent Stoddart, atacar Sikaw i ocupar Si-u; mentre els hpunkan katxins també feien atacs pel seu compte i es va organitzar una expedició dirigida pel general Wolseley, que es va dirigir a Namhkam que va ocupar. El desembre de 1889 una segona columna fou enviada a la mateixa zona actuant en cooperació de columnes que operaven des dels estats de Mongmit i Hsenwi, però Hkam Leng va aconseguir escapar; el 1890-1891 es va fer una expedició contra els katxins de les muntanyes a l'est de Bhamo que atacaven les caravanes; i el 1891-1892 un contingent fou enviat a la vall del Kaukkwe aconseguint la submissió dels katxins de les muntanyes de l'oest; una altra columna va marxar cap a la frontera oriental de Namjkam a Sadon. El 1892, durant l'època de pluges, la vall del Mole va patir disturbis causats per un pretendent anomenat el Setkyawadi Min, però el verdader personatge d'aquest nom ja havia estat mort un temps enrere i el moviment fou dominat aviat; una posició fortificada es va establir a Namhkam el 1893, i el 1893-1894 el districte va romandre tranquil excepte a les muntanyes a l'est de Bhamo on els katxins van atacar una columna i van matar a tres sipais, provocant expedicions de càstig. Foren els darrers disturbis. El 1895 el districte de Myitkyina fou separat de Bhamo.
El districte original es va organitzar el 1886 i sota domini britànic pertanyé a la divisió de Mandalay. Després de la separació de Myitkyina la superfície era de 10728 km². Limitava al nord amb el districte de Myitkyina; a l'est amb Xina; al sud amb l'estat shan de Mongmit i a l'oest amb el districte de Katha. Els rius, seguint de nord a sud, eren el Mole, el Taping (que desaiguaven al Ayeyawady el primer a unss 15 km de Bhamo i el segon a la mateixa ciutat), el Nansari, el Thinlin, el Moyu, el Dinkan (tots afluents igualment de l'Ayeyarwady per l'esquerra); per la dreta el riu principal rep afluents menors destacant el Kaukkwe i el Mosit.
La població el 1891 era de 41.939 i el 1901 de 79.515 habitants i estava dividit en dos municipalitats (tres fins al 1895) que eren Bhamo i Shwegu (fins a 1895 Myitkyina). Bhamo, capital del districte, era l'única ciutat (amb rang de municipi) amb 10.734 habitants el 1901. Hi havia unes subdivisions pels indígenes dins de cada municipalitat, anomenades Bhamo subdivision hill tracts i Shwegu subdivision hill tracts, amb capital la primera a Sinlumkaba, uns 42 km a l'est de Bhamo, i la segona amb l'oficial encarregat resident a la mateixa Shwegu.
La township de Bhamo (incloent el territori de Bhamo Subdivision Hill Tracts) mesurava 4462 km² amb una població el 1901 de 57.572 habitants i 598 pobles.